# تی-۴۴
تی-۴۴ تانک متوسط ساخت شوروی بود که در پایان جنگ جهانی دوم طراحی شد. تی-۴۴ جانشین تانک موفق تی-۳۴ بود. کمتر از ۲٬۰۰۰ دستگاه از آن تولید شد اما طراحی آن پایه‌ای برای سری تی-۵۴/۵۵ بود که بیشترین تولید در تمام دوران را داشت.